# Lesno Brdo, Horjul
Lesno Brdo este o localitate din comuna Horjul, Slovenia, cu o populație de 106 locuitori.